# هلوهووتس (ناحیه برتسلاف)
هلوهووتس (به چکی: Hlohovec) یک منطقهٔ مسکونی در جمهوری چک است که در ناحیه برتسلاو واقع شده‌است. هلوهووتس ۱٬۳۰۳ نفر جمعیت دارد.